# Dakoro (Burkina Faso)
Pour les articles homonymes, voir Dakoro.
Dakoro  est une commune rurale et le chef-lieu du département de Dakoro dans la province du Léraba de la région des Cascades au Burkina Faso.

## Éducation et santé
La commune accueille un centre de santé et de promotion sociale (CSPS).